# Тордомар
Тордомар (ісп. Tordómar) — муніципалітет в Іспанії, у складі автономної спільноти Кастилія-і-Леон, у провінції Бургос. Населення — 380 осіб (2010).
Муніципалітет розташований на відстані близько 180 км на північ від Мадрида, 36 км на південний захід від Бургоса.

## Демографія
Динаміка населення (INE ):

## Галерея зображень

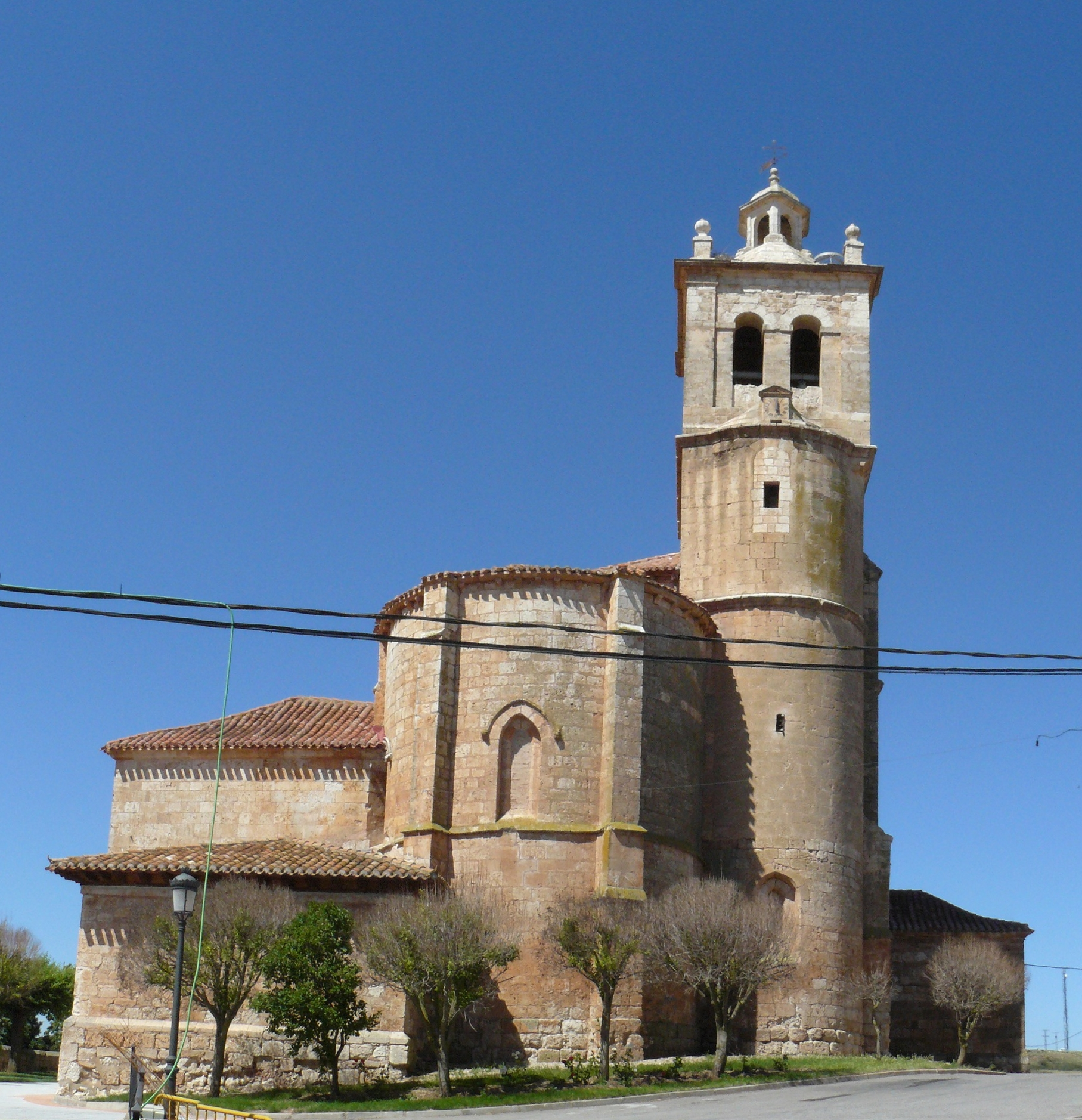
Церква Тордомар
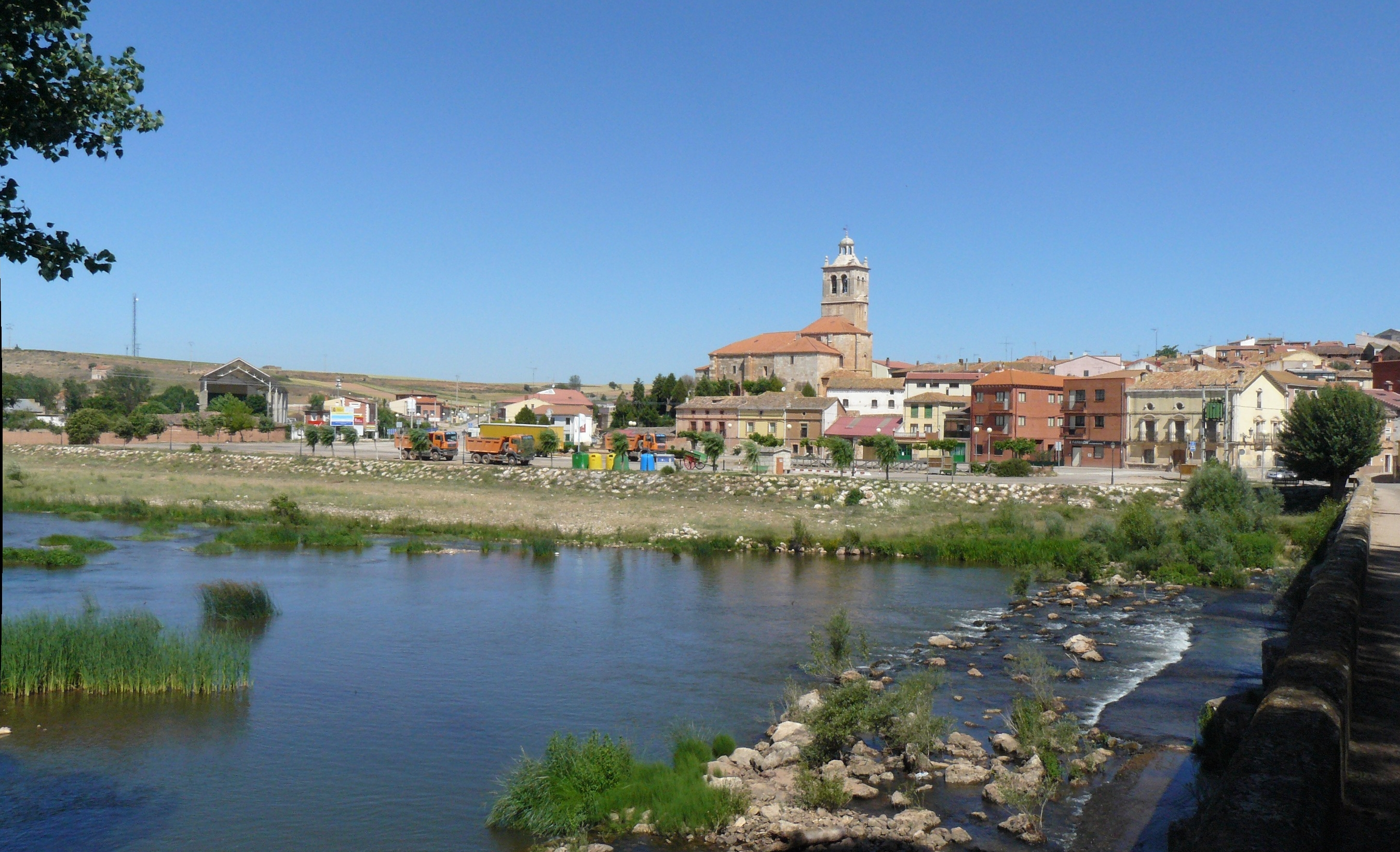
Тордомар